# 구 영릉 석호상

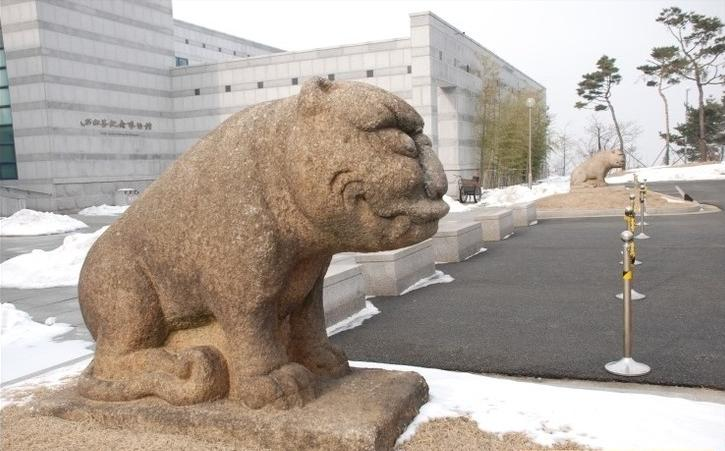

구 영릉 석호상(舊 英陵 石虎像)은 구 영릉 석물의 하나로 대한민국 단국대학교 석주선기념박물관에 보관하고 있는 석물이다. 또한 구 영릉은 세종과 그의 비인 소헌왕후 심씨의 릉으로 태종의 릉인 헌릉(獻陵)의 서쪽, 즉 오늘날의 서울특별시 서초구 내곡동 산13번지 일대에 자리하고 있었다.
세종 28년(1446) 소헌왕후가 세상을 떠나면서 조성되기 시작하였는데, 세종 32년(1450) 세종이 서실에 합장되고 문종 2년(1452) 세종대왕신도비가 건립되면서 그 공역(工役)이 완성단계에 이르렀다.
이후 예종 원년(1469)에 구 영릉의 위치가 풍수지리상 길지가 되지 못한다는 논의가 있어 영릉은 현재의 영릉으로 천장(遷葬)하게 되었다. 구 영릉은 『국조오례의』의 치장제도에 따라 조성된 마지막 능이자 조선 초기 왕릉을 대표하는 능이었다.
구 영릉은 동분이실(同墳異室)의 석실을 채택하였고, 이실의 예에 따라 문관석인상과 무관석인상을 각각 2기, 석양·석마·석호를 각각 4기씩 제작하였다.

## 전해오는 이야기
석호상은 조선 11대 중종의 계비였던 장경왕후(1491~1515)의 초장지인 옛 희릉(서초구 내곡동 위치)에 배치되었던 의물이라고 하고 설명판에는 조선 전반기의 대표적인 조각상이라고 되어 있다. 하지만 조선 초기의 대표적인 왕릉인 구 영릉을 구성하는 ‘구영릉석물’들은 구 영릉 조성과 시기를 같이 하여 세워진 것으로 영릉이 여주로 천장될 때 운반상의 어려움 때문에 땅에 묻혔다가 1973∼1974년 발굴당시의 품목과 수량이 다 남아 있지는 않다.
각각 4기씩 조성되었을 석양상과 석마상은 현재 각기 2기씩 남아 있고, 2기였던 망주석은 현재 1기 중 일부만이 남아 있다. 장명등과 석인상은 다 갖추어져 있으나 장명등의 경우 개석이 망실되어 있다. 세종대왕신도비는 이수와 비신만 남고 귀부가 망실된 채 발굴되었다. 혼유석은 동측 부분이 절단된 상태이고 원래 4기였을 고석(鼓石)은 1기만 남아 있다. 병풍석은 발견되지 않았다.
난간주석은 일반적으로 하나의 릉에서는 크기가 일정한 양상을 보이는데, 세종대왕기념관내에 있는 7기의 난간주석은 2기가 나머지 5기와 크기와 제작기법 면에서 차이를 보이고 있는 바, 어느 것이 구 영릉의 난간주석인지 추가 확인이 필요하고 석호상은 1974년 당시에 발굴 이후 2기가 현재의 영릉으로 이전되어 갔다. 나머지 2기는 발굴 전 도굴되었다가 회수되어 단국대로 옮겨졌다. 죽석(竹石)으로 추정되는 석물이 세종대왕기념관 내에 있으나 발굴 당시 구 영릉 봉분 터 주위에서 죽석을 발견하지 못했다. 지정되는 석물은 추후 확인이 필요한 것과 서울 지역 외 석물들을 제외한 총 13기로 되어 있다.

## 유물 내용
조선 문종 2년(1452) 세종대왕신도비가 건립되면서 그 공역(工役)이 완성단계에 이르렀기에 조선 전반기의 대표적인 조각상으로 서울 지역의 석물들을 포함한 총 13기로 되어 있다. 2007년 단국대가 한남동 캠퍼스에서 용인 죽전캠퍼스로 옮기면서 석주선기념박물관 입구 좌우측에 각각 한 마리의 큰 돌호랑이상(石虎像)을 세워 놓았다.
특히 석호상은 십이지신상에서도 수호신으로 나타나는데 구 영릉 석물 중에 하나로 옛부터 귀중한 석물로 취급하였다. 이와 같이 조성 당시의 석물의 품목과 수량이 다 남아 있지는 않지만, 구 영릉석물들은 조선 초기 왕릉의 규모, 석물 배치방식과 제작수법 등을 알 수 있게 하고, 당시의 양전척, 주척 등을 환산할 수 있게 하며, 나아가 세종 시대의 국력과 문화발달 정도를 추정할 수 있다.

## 같이 보기
- 구 영릉 석물